# 御三家
御三家（ごさんけ）とは、ある分野で有力な3つの存在をいう。英語ではこうした概念は「ビッグスリー（BIG 3）」と表現する。
元々は、徳川家康の男子のうち義直（尾張）、頼宣（紀伊）、頼房（常陸、水戸）の家系が将軍家に次ぐ家格として格別に扱われたことに由来する（徳川御三家）。デジタル大辞泉では、「御三家」の2番目の意味の用例として、「業界の御三家」「演歌の御三家」を挙げている。

## 芸能・エンタメ
- 「御三家」（昭和時代の歌謡界の御三家。次の「新御三家」が登場した後には、レトロニムで「元祖御三家」とも呼ばれるようになった[4]）：橋幸夫、舟木一夫、西郷輝彦[2][5][6]
  - 2001年、G3K（ごさんけ）というユニット名で『水戸黄門』第29部の主題歌を歌唱。この3人の歌唱による音源は第32部まで使われたが、第30部以降は各人のソロが週替わりで使われている。
- 「新御三家」：野口五郎、郷ひろみ、西城秀樹[2][5]
  - 以降、日本のエンタメ界での"3くくり"は「新御三家」と森昌子、桜田淳子、山口百恵の「花の中三トリオ」の影響が大きいとする見方もある[7]。
- 「少年御三家」（1980年代末期の男性アイドルの御三家。いずれも当時ジャニーズ事務所に所属していた）：光GENJI、男闘呼組、少年忍者[8]
- 「中年御三家」：永六輔、小沢昭一、野坂昭如[2][9][10]
- 「ロック御三家」：Char、原田真二、世良公則&ツイスト[11]
- 「インディーズ御三家」：有頂天、THE WILLARD、LAUGHIN' NOSE[12][13]
- 「トレンディ御三家」（平成御三家）：吉田栄作、織田裕二、加勢大周[14][15]
- 「乃木坂46御三家」：白石麻衣、橋本奈々未、松村沙友理[16]
  - 2017年2月に橋本、2020年10月に白石、2021年7月に松村が卒業しているため御三家のメンバーは全員卒業している。
- 「ロック評論家御三家」：大貫憲章、伊藤政則、渋谷陽一[17]
- 「新劇御三家」：文学座、劇団俳優座、劇団民藝[18]

## 業界・産業界
- （映画業界）「邦画御三家」：松竹、東宝、東映[19]
- ホテル御三家：帝国ホテル、ホテルオークラ、ニューオータニ[20]
- ホテル新御三家（1990年代、外資系ホテル）：パークハイアット東京、フォーシーズンズホテル椿山荘 東京（現：ホテル椿山荘東京）、ウェスティンホテル東京[21]
- ホテル新々御三家（2000年代以降、外資系ホテル）：マンダリン・オリエンタル東京、ザ・リッツ・カールトン東京、ザ・ペニンシュラ東京[21]
- ホテル御三家（大阪・1960年代～1990年代）：ロイヤルホテル（現：リーガロイヤルホテル）、ホテルプラザ、東洋ホテル[22]
- 老舗旅館御三家：俵屋、炭屋、柊家[23]
- 電線御三家：住友電気工業、古河電気工業、フジクラ[24]
- エンジニアリング御三家：日揮、千代田化工建設、東洋エンジニアリング[25]
- 工作機械御三家：ヤマザキマザック、DMG森精機、オークマ[26]
- 日立グループ御三家：日立化成、日立金属、日立電線[27]
- 住友グループ御三家：三井住友銀行（旧：住友銀行）、住友金属工業（現：日本製鉄）、住友化学[28]
- 住友グループ新御三家：住友商事、住友電気工業、日本電気（NEC）[29]
- 三菱グループ御三家：三菱商事、三菱重工業、三菱UFJ銀行[30]
- 三井グループ御三家：三井住友銀行（旧：三井銀行）、三井物産、三井不動産[31]（戦前は三井不動産に代わり三井鉱山[32]）
- （出版業界の）新書御三家：岩波新書、講談社現代新書、中公新書[33]
- 時計御三家：セイコー、シチズン、カシオ[34]
- コンビニ御三家：セブン-イレブン、ファミリーマート、ローソン[35]
- ファミリーレストラン御三家：すかいらーく、デニーズ、ロイヤルホスト[36]
- 牛丼御三家：吉野家、松屋フーズ、すき家[37]
- 宅配ピザ御三家：ドミノ・ピザ、ピザハット、ピザーラ[38]
- 居酒屋旧御三家：養老乃瀧、村さ来、つぼ八[39]
- 小売新御三家：ドン・キホーテ、ロピア、オーケー[40]
- 居酒屋新御三家：モンテローザ、ワタミ、コロワイド[39]
- 名古屋財界新御三家：トヨタ自動車、東海旅客鉄道、中部電力[41]
- トヨタグループ御三家：デンソー、アイシン、豊田自動織機[42]
- 四日市御三家：岡田家（イオングループ）、九鬼家（九鬼産業）、平田家（平田紡績・チヨダウーテ）[43]
- 京都御三家：京セラ、ニデック、村田製作所[44][45]
- 広島御三家：マツダ、中国電力、広島銀行[46]
- 筑豊御三家：麻生家（麻生グループ）、貝島家（貝島炭鉱）、安川家（安川電機）[47]
- ドイツ車御三家：メルセデス・ベンツ、BMW、アウディ[48]。「ジャーマン3」とも呼ばれる[49]。
- 中東エアライン御三家：エミレーツ航空、カタール航空、エティハド航空[50]
- 中国新興EVメーカー御三家：上海蔚来汽車、小鵬汽車、理想汽車[51]

## 官庁
- 官庁御三家：財務省（旧：大蔵省）、経済産業省（旧：通商産業省）、総務省（旧：自治省部門）あるいは警察庁[52]

## 将棋
- （2020年時点）振り飛車御三家：藤井猛、久保利明、鈴木大介[53]

## 作家
- 日本SF御三家：星新一、小松左京、筒井康隆[54]
- 海外SF御三家：アーサー・C・クラーク、アイザック・アシモフ、ロバート・A・ハインライン[55][56][信頼性要検証]
- シナリオライター御三家：向田邦子、山田太一、倉本聰[57]

## 製品・商品
- オーディオ御三家（1970年代〜80年代前半）：山水電気、トリオ（現：JVCケンウッド）、パイオニア[58] - 「サントリパイ」とも呼ばれた。
- 8ビット御三家（1980年代のパソコン）：PC-8000シリーズ、FM-7シリーズ、X1シリーズ
- DCブランド／パリ・コレ御三家：ISSEY MIYAKE、COMME des GARCONS、Yohji Yamamoto[59]

## スポーツ
- スポーツが盛んな自治体を表す言葉は「野球王国」や「サッカー御三家」などという表現で、古くから使われてきた[60]。
- サッカー御三家：埼玉県、静岡県、広島県[61]
- 丸の内御三家（日本サッカーリーグ）：古河電気工業サッカー部（現：ジェフユナイテッド千葉）、三菱重工業サッカー部（現：浦和レッズ）、日立製作所本社サッカー部（現：柏レイソル）
- セリエA御三家：ユヴェントス、ミラン、インテル[62]
- 高校駅伝御三家：中京、世羅、小林[63]
- 「プロ野球セ・リーグ御三家」：読売ジャイアンツ、中日ドラゴンズ、阪神タイガース
- F1御三家：マクラーレン、フェラーリ、ウイリアムズ[64]

## サブカルチャー
- 横スクロールシューティング御三家：グラディウス、R-TYPE、ダライアス[65]
- ニコニコ動画御三家：VOCALOID、東方Project、アイドルマスターシリーズ[66]
- ポケモン御三家：ゲーム「ポケットモンスター」シリーズの冒頭で、プレイヤーが1匹選ぶことになるパートナーポケモンの候補3匹を指す俗称[67][68]。
- スパロボ御三家：マジンガーZ、ゲッターロボ、ガンダムシリーズ

## 教育機関
大学
- 私立医科大御三家（私立大学医学部における歴史や学閥）[69]：慶應義塾大学、東京慈恵会医科大学、日本医科大学
- 私立歯科大御三家（私立大学歯学部における歴史や学閥）[70][71]：東京歯科大学、日本歯科大学、大阪歯科大学
- 関東私立女子大御三家（関東の私立女子大学における入試難易度や人気度）[72][73]：津田塾大学、日本女子大学、東京女子大学
- 関西私立女子大御三家（関西の私立女子大学における歴史や人気度）[72]：神戸女学院大学、同志社女子大学、京都女子大学
- 名古屋女子大御三家[74]：金城学院大学、愛知淑徳大学、椙山女学園大学

中学校・高等学校・旧制中学校
- 一中御三家（旧制中学校における入試難易度や進学実績）[75]：愛知県立第一中学校、東京府立第一中学校、兵庫県立第一神戸中学校
- 東京都男子私立御三家（入試難易度や進学実績）[76][77][78]：開成中学校・高等学校、麻布中学校・高等学校、武蔵中学校・高等学校（武蔵が入る以前は芝が括られていた[79]。）
- 東京都女子私立御三家（入試難易度や進学実績）[76][77][80]：女子学院中学校・高等学校、雙葉中学校・高等学校、桜蔭中学校・高等学校
- 西の御三家（入試難易度や進学実績）[81][82]：灘中学校・高等学校、ラ・サール中学校・高等学校、愛光中学校・高等学校
- 神奈川県男子私立御三家（入試難易度や進学実績）[76][81][83][84]：浅野中学校・高等学校、栄光学園中学校・高等学校、聖光学院中学校・高等学校（2000年代以降は、進学実績の面でも桐蔭学園に代わり浅野が括られるようになった。）
- 神奈川県女子私立御三家（入試難易度や人気度）[81][85]：フェリス女学院中学校・高等学校、横浜共立学園中学校・高等学校、横浜雙葉中学校・高等学校
- 湘南女子私立御三家（進学実績）[86]：鎌倉女学院中学校・高等学校、湘南白百合学園中学高等学校、清泉女学院中学高等学校
- 九州私立御三家（入試難易度や進学実績）[87]：久留米大学附設中学校・高等学校、ラ・サール中学校・高等学校、青雲中学校・高等学校
- 東京都立高御三家（入試難易度や進学実績）[88]：東京都立日比谷高等学校、東京都立西高等学校、東京都立国立高等学校
- 東京都立中御三家（入試難易度や進学実績）[89]：東京都立両国高等学校・附属中学校、東京都立小石川中等教育学校、東京都立武蔵高等学校・附属中学校
- 大阪府公立御三家（入試難易度や人気度）[90]：大阪府立北野高等学校、大阪府立大手前高等学校、大阪府立天王寺高等学校
- 京都府公立御三家（入試難易度や進学実績）：京都市立西京高等学校、京都市立堀川高等学校、京都府立嵯峨野高等学校
- 愛知県御三家（進学実績）[91]：愛知県立旭丘高等学校、愛知県立岡崎高等学校、東海中学校・高等学校
- 福岡県公立御三家（入試難易度や人気度）[92]：福岡県立修猷館高等学校、福岡県立福岡高等学校、福岡県立筑紫丘高等学校
- 千葉県公立御三家（入試難易度や進学実績）[93]：千葉県立千葉中学校・高等学校、千葉県立船橋高等学校、千葉県立東葛飾中学校・高等学校
- 千葉県私立御三家（入試難易度や進学実績）[83][94]：市川中学校・高等学校、東邦大学付属東邦中学校・高等学校、渋谷教育学園幕張中学校・高等学校
- 埼玉県公立御三家（入試難易度や進学実績）[95]：埼玉県立浦和高等学校、埼玉県立浦和第一女子高等学校、埼玉県立大宮高等学校
- 埼玉県私立御三家（入試難易度や人気度）[96]：栄東中学・高等学校、開智小学校・中学校・高等学校、川越東高等学校
- 富山県御三家（入試難易度や進学実績）[97]：富山県立富山高等学校、富山県立高岡高等学校、富山県立富山中部高等学校
- 広島県男子御三家（入試難易度や進学実績）[98]：広島大学附属中学校・高等学校、広島学院中学校・高等学校、修道中学校・修道高等学校、
- 広島県女子御三家（入試難易度や進学実績）[98]：広島大学附属中学校・高等学校、ノートルダム清心中学校・高等学校、広島女学院中学校・高等学校
- 広島県新御三家（入試難易度や進学実績）[99]：広島大学附属中学校・高等学校、広島学院中学校・高等学校、AICJ中学校・高等学校
- 青森県御三家（近年の入試難易度）[100]：青森県立弘前高等学校、青森県立八戸高等学校、青森県立青森高等学校
- 東京都男子私立新御三家（進学実績や入試難易度）[81]：海城中学校・高等学校、巣鴨中学校・高等学校、駒場東邦中学校・高等学校
- 東京都女子私立新御三家（進学実績や入試難易度）[81]：豊島岡女子学園中学校・高等学校、鷗友学園女子中学校・高等学校、吉祥女子中学校・高等学校
- 品川区大井町御三家（人気度やルーツ）[101]：品川翔英中学・高等学校、青稜中学校・高等学校、朋優学院高等学校

小学校
- 小学校御三家（小学校における歴史や地域性）[102]：千代田区立番町小学校、千代田区立麹町小学校、文京区立誠之小学校
- 公立小御三家[103][104]：千代田区立番町小学校、港区立白金小学校、港区立青南小学校
- 私立小御三家[103][105]：学習院初等科、慶應義塾幼稚舎、青山学院初等部

幼稚園
- 東京都幼稚園御三家[106]：若葉会幼稚園、松濤幼稚園、枝光会附属幼稚園（松濤幼稚園の閉園後、愛育幼稚園を御三家に含める説もある。）

## その他
- 猛毒キノコ御三家：ドクツルタケ、タマゴテングタケ、シロタマゴテングタケ[107]
- 青物御三家：ヒラマサ、カンパチ、ブリまたはシマアジ[108]
- ブランド産院御三家：愛育病院、山王病院、聖路加国際病院[109]
- 「美術評論家御三家」：東野芳明、針生一郎、中原佑介[110]